# 北米4大プロスポーツリーグ
北米4大プロスポーツリーグ（ほくべいよんだいプロスポーツリーグ、英: Big Four）は、北アメリカのアメリカ合衆国とカナダにおいて人気・経営規模で団体競技の頂点に位置する4つのプロスポーツリーグである。ベースボールのメジャーリーグベースボール（MLB）、アメリカンフットボールのナショナルフットボールリーグ（NFL）、バスケットボールのナショナルバスケットボールアソシエーション（NBA）、アイスホッケーのナショナルホッケーリーグ（NHL）がこれに該当する。
加盟数はMLB・NBAが30チーム、NFL・NHLが32チーム。いずれも2つのリーグまたはカンファレンスに分かれるが、MLB・NFLが全域展開（アメリカン/ナショナル）、NBA・NHLが東西区分展開（イースタン/ウェスタン）という違いがある。
競技全体としての人気としてはサッカーがアイスホッケーを上回っており、アイスホッケーに取って代わって、サッカーを4大スポーツの一つに数えてもよいという意見もあるが、メジャーリーグサッカー（MLS）は、世界的な競技レベルや収益などの点で上記の4大プロスポーツリーグにはまだ遠く及ばない。また、この用語を使用するのはチームスポーツに限定されているため、個人競技であるゴルフ、テニス、自動車競技などに用いることはないが、ゴルフのPGAツアーや自動車競技のNASCARはファンの多さや競技レベルの高さから4大プロスポーツリーグに匹敵する報道量を誇っている。

## 4大プロスポーツリーグ

### メジャーリーグベースボール

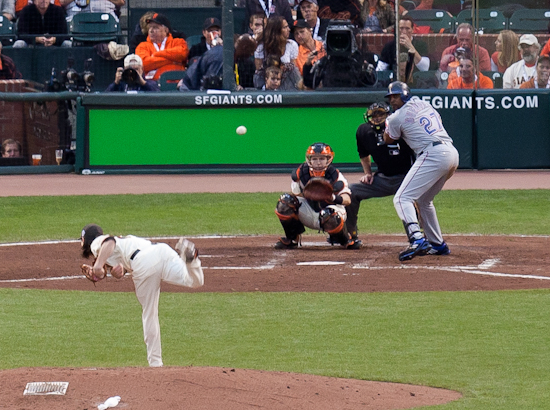
MLBの試合風景

メジャーリーグベースボール（MLB）は野球の世界最高峰リーグであり、1876年創設のナショナルリーグと1901年創設のアメリカンリーグの2リーグ制で構成されている。毎年、両リーグの覇者がワールドシリーズで対戦し、チャンピオンチームを決定している。
4大リーグの中で最長の歴史を誇り、野球はアメリカで最初のプロスポーツでもあった（1869年にシンシナティ・レッドストッキングスが最初のプロ野球チームとして創設され、ナショナルリーグが創設された1876年がMLBの始まりとされている）。そのために伝統的な人気スポーツとして「国民的娯楽」「国技」と呼ばれてきた。1920年に八百長が発覚（ブラックソックス事件）して信用を失い、人気に陰りが出てきた危機をベーブ・ルースが本塁打ブームを巻き起こして救い、より人気を高めることに成功した。その後も世界恐慌や第二次世界大戦時の不況による存続の危機を乗り越えてきた。
1903年以降は数年を除いて両リーグ成立時の8チームずつの16チーム制が維持されてきたが、1961年に球団拡張が始まり、1998年にはタンパベイ・デビルレイズとアリゾナ・ダイヤモンドバックスの2チームを新たに加え、30チームにまで増加した。両リーグは別法人としてそれぞれ運営されてきたが、2000年にコミッショナー主導で単一の組織に統合された。2013年はアメリカ合衆国に29チーム、カナダに1チーム存在している。

### ナショナルフットボールリーグ

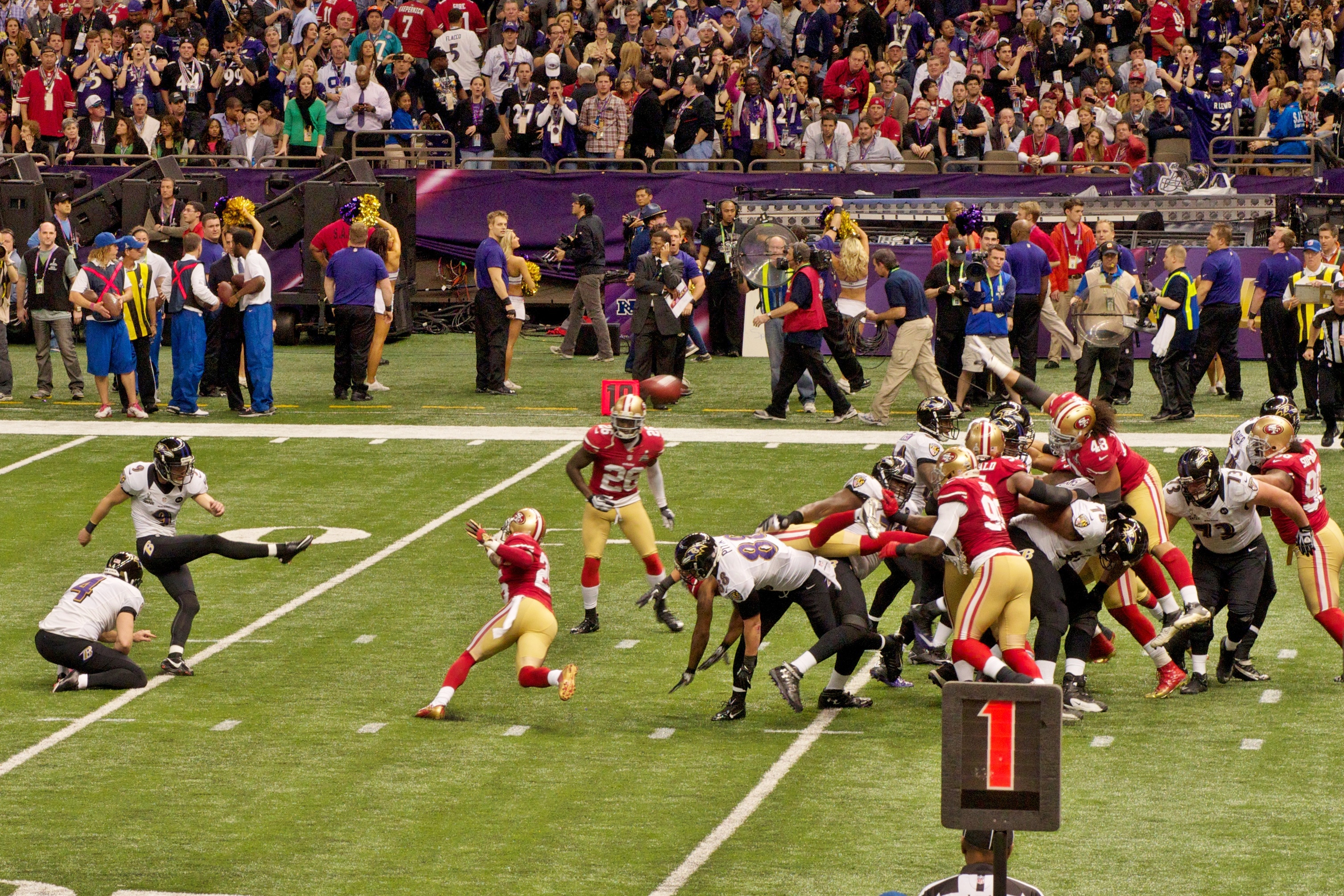
NFLの試合風景

ナショナルフットボールリーグ（NFL）はアメリカンフットボールの世界最高峰リーグであり、地域リーグからの様々なチームの組み合わせから1920年8月20日に設立された。
アメリカで最も人気のあるプロスポーツリーグであり、世界で最も収益の多いプロスポーツリーグでもある。2023年シーズンの1試合平均観客動員数は6万9000人を超えており、世界のプロスポーツリーグとして最多である。特にダラス・カウボーイズは1試合平均観客動員数が9万3000人を超えており、世界で最も資産価値の高いスポーツチームと算定されている。アメリカの大手世論調査会社ギャラップが2023年12月に調査した結果によると、「最も観戦するのが好きなスポーツ」では1位はアメリカンフットボール(41%)であり、2位に野球(10%)、3位にバスケットボール(9%)が続いた。伝統的に野球がアメリカの「国技」、「国民的娯楽」とみなされていたが、アメリカのシンクタンクであるピュー研究所が2024年2月に発表した調査によると、「アメリカの国技」（America's Sport）はアメリカンフットボール（53%）であり、2位に野球（27%）、3位にバスケットボール（8%）が続いた。野球に取って代わり、アメリカの「国技」、「国民的娯楽」であるという意見が主流を占めるまでに至った。チャンピオンチームを決定するスーパーボウルはアメリカで最大のスポーツイベントであり、毎年最も視聴率の高いテレビ番組である。2023年にはアメリカのあらゆるテレビ番組の視聴者数トップ100の中で、NFLの試合が93を占めた。
カナダで人気のあるカナディアンフットボールリーグ（CFL）はアメリカンフットボールとは違う独自のルールを採用しており、海外プロリーグとの国際競争は皆無である。また、4大リーグで唯一、アメリカ合衆国外を本拠地にするチームが加盟した事例がない。
1949年にオールアメリカフットボールカンファレンス（AAFC）を部分的に吸収して10チームから13チームに、1970年にアメリカンフットボールリーグ（AFL）と合併してそれまでの16チームから26チームにまで増加、2002年から現在の32チームになった。

### ナショナルバスケットボールアソシエーション

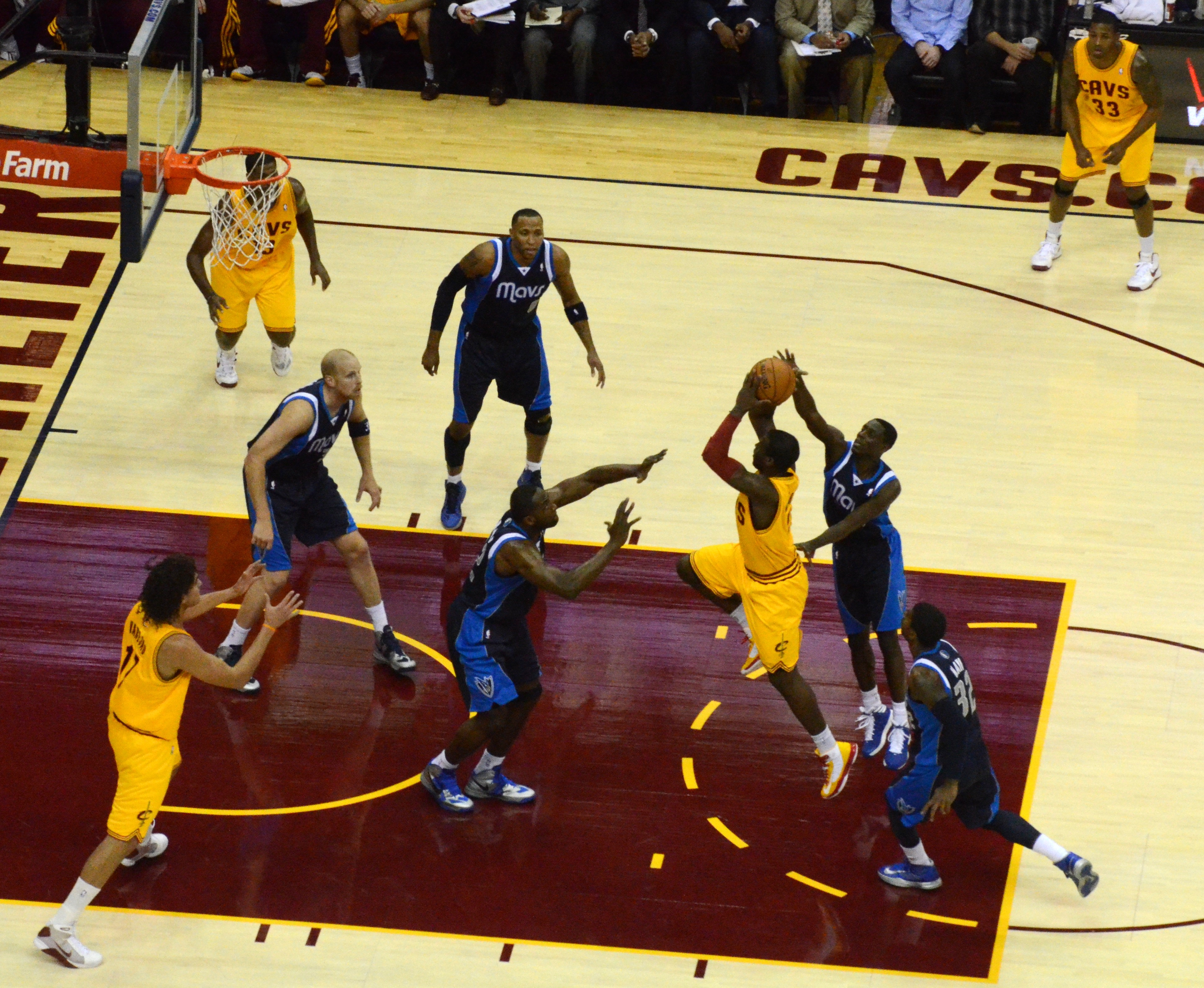
NBAの試合風景

ナショナルバスケットボールアソシエーション（NBA）はバスケットボールの世界最高峰リーグであり、1946年にバスケットボールアソシエーションオブアメリカ（BAA）の名称で設立された。1979年に革新的なスリーポイントフィールドゴールが採用された。同年にマジック・ジョンソン（ロサンゼルス・レイカーズ）とラリー・バード（ボストン・セルティックス）がデビューしてからは一時期低迷していた人気が急上昇していった。1984年にはマイケル・ジョーダン（シカゴ・ブルズ）がデビューして更に人気が高まった。1984年に就任したデビッド・スターンコミッショナーは世界戦略を推し進めていき、1992年にはバルセロナオリンピックにおいてマジック・ジョンソン、ラリー・バード、マイケル・ジョーダンらも参加した「ドリームチーム」が編成されるなどして、海外における人気も高まっていった。
1949年にライバル関係にあったナショナルバスケットボールリーグ（NBL）を部分的に吸収して12チームから17チームに増加し、現在の名前に改称した。1976年にライバルのアメリカンバスケットボールアソシエーション（ABA）と合併して18チームから22チームに増加した。2013年はアメリカ合衆国に29チーム、カナダに1チーム存在している。
1997年にヴァイオレット・パルマーとディー・キャンターが、NBAと契約を交わし、4大リーグでは初めてとなる女性審判員が誕生することとなった。
また、4大リーグの中では世界的に1番人気があるスポーツであることから最もグローバル化が進んでおり、2020-21シーズンの開幕ロスターに41か国を代表する107人(450人中)のアメリカ国外出身選手が登録されたことを発表した。

### ナショナルホッケーリーグ

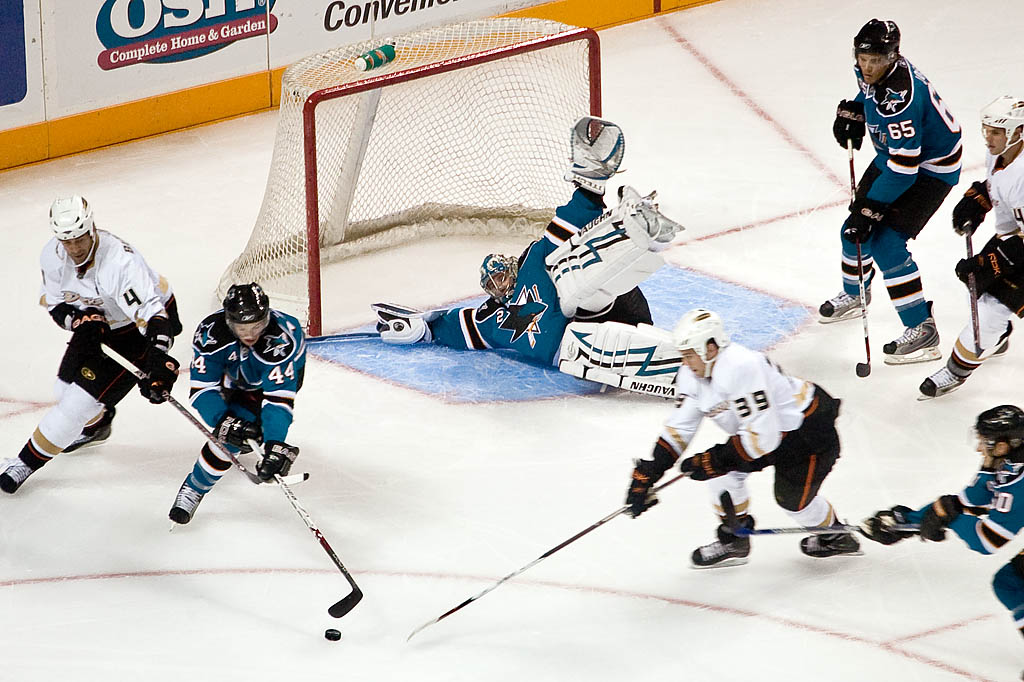
NHLの試合風景

ナショナルホッケーリーグ（NHL）はアイスホッケーの世界最高峰リーグであり、1917年にナショナルホッケーアソシエーション（NHA）から1チームを除いて脱退する形で、カナダ国内に設立された。カナダで最も人気のあるスポーツリーグであり、選手の約半分がカナダ出身者で占められている。一方で、アメリカ合衆国では特にカナダに近い北部の州に人気が偏っており、人気面ではMLBやNBAに大きく差を付けられているため、4大スポーツリーグに含めることに対して否定的な意見も出ている。
1967年に勢力を拡大していたウェスタンホッケーリーグ（WHL）に対抗してチーム数を6チームから12チームに倍増させた（エクスパンション・シックスの加入）。1979年にライバルのワールドホッケーアソシエーション（WHA）が消滅すると、新たに4チームを加えるなど拡張路線を歩み、2000年には30チーム、2017年には31チーム、2021年には32チームにまで増加した。2021-2022シーズン現在ではアメリカ合衆国に25チーム、カナダに7チーム存在している。

## 年間収入と観客動員

### 年間収入
| リーグ                                           | スポーツ               | 国名                    | シーズン  | チーム数 | 総収入 (10億ドル) | 1チーム換算 (100万ドル) | 出典   |
| ------------------------------------------------ | ---------------------- | ----------------------- | --------- | -------- | ----------------- | ----------------------- | ------ |
| ナショナルフットボールリーグ (NFL)               | アメリカンフットボール | アメリカ合衆国          | 2018年    | 32       | 15                | 469                     | [ 15 ] |
| メジャーリーグベースボール (MLB)                 | ベースボール           | アメリカ合衆国/カナダ   | 2018年    | 30       | 10.6              | 300                     | [ 16 ] |
| ナショナルバスケットボールアソシエーション (NBA) | バスケットボール       | アメリカ合衆国/カナダ   | 2021-22年 | 30       | 10                | 300                     | [ 17 ] |
| ナショナルホッケーリーグ (NHL)                   | アイスホッケー         | アメリカ合衆国/カナダ   | 2013-14年 | 30       | 03.7              | 120                     | [ 18 ] |
| メジャーリーグサッカー (MLS)                     | サッカー               | アメリカ合衆国/カナダ   | 2018年    | 23       | 00.8              | 035                     | [ 19 ] |
| 参考：英プレミアリーグ                           | サッカー               | イングランド/ウェールズ | 2013-14年 | 20       | 05.01             | 250.5                   | [ 20 ] |
| 参考：日本野球機構                               | 野球                   | 日本                    | 2023年    | 12       | 02                | 200                     | [ 21 ] |

各リーグの年間総収入はNFLが150億ドル、MLBが103億ドル、NBAが100億ドル、NHLが37億ドルとなっている。
参考としてMLSが4億9,000万ドル、プレミアリーグが33億ポンド/50億1,000万ドル（1ドル約0.66ポンド換算）、日本野球機構が2,000億円/20億ドル（1ドル100円換算）である
NFLは世界で最も高額なテレビ放映権の契約をしているスポーツリーグであり、2023年から2033年までの11年間のシーズンを通じてFOX、CBS、NBC、ESPN、Amazonとの契約により、総額1100億ドル、年平均で100億ドルの放映権料収入が入る。MLBは2014年から2021年までの8年間のシーズンを通じてESPNとFOXとの契約により、年間15億ドルの放映権料収入が入る。NBAは2008-09年から2015-16年までの8年間のシーズンを通じてABC、TNTとの契約により、年間9億3,000万ドルの放映権料収入が入る。 NHLはアメリカ合衆国（カナダは含まない）において、2011-12年から2020-21年までの10年間のシーズンを通じてNBC＆NBCスポーツとの契約により、年間2億ドルの放映権料収入が入る。
4大スポーツリーグは専門チャンネルも設置している。NFLのNFLネットワーク（2003年開局）、MLBのMLBネットワーク（2009年開局）、NBAのNBA TV（1999年開局）、NHLのNHLネットワーク（カナダでは2001年に、アメリカ合衆国では2007年に開局）である。

### 観客動員
1試合平均の観客動員数はNFLが67,604人（16試合制、2012年）、MLBが30,514人（162試合制、2013年）、NHLが17,721人（82試合制、2012-13年）、NBAが17,348人（82試合制、2012-13年）である。

## 人気格差
| 1位 | アメリカンフットボール | 41% |
| 2位 | 野球                   | 10% |
| 3位 | バスケットボール       | 9%  |
| 4位 | サッカー               | 5%  |
| 5位 | アイスホッケー         | 4%  |

一言で北米4大プロスポーツリーグと言っても、各リーグの人気格差が非常に広がっているのが現状である。アメリカの大手世論調査会社のギャラップは2024年2月、全米の人気スポーツの世論調査結果を公表した。「最も人気なスポーツ」はアメリカンフットボール(41%)が首位であり、2位に野球(10%)、3位にバスケットボール(9%)が続いた。アメリカ合衆国で最も人気のあるスポーツであるアメリカンフットボールは、バスケットボールや野球に対しては4倍以上、アイスホッケーに対しては10倍以上のポイント差をつけている。アイスホッケーはサッカーに抜かれ5番手に後退しており、NHLは全選手の中でのアメリカ人の割合が2割程度と非常に低い。したがって、アイスホッケーのNHLを省いて、「3大プロスポーツリーグ」と称されることもある。
| NFL          | スーパーボウル                       | 40.0% |
| 大学アメフト | カレッジフットボール・プレーオフ決勝 | 9.0%  |
| 大学バスケ   | NCAAトーナメント決勝                 | 7.8%  |
| NBA          | NBAファイナル第5戦                   | 7.0%  |
| MLB          | ワールドシリーズ第5戦                | 6.0%  |
| NHL          | スタンレーカップファイナル第7戦      | 1.5%  |
| MLS          | MLSカップ                            | 0.8%  |

2023年のアメリカにおけるスポーツ番組の視聴者数トップ50は全てNFLの試合が占めている。スーパーボウルはあらゆる番組において年間最多視聴者数を記録しており、秋から冬に行われるNFLの多くのレギュラーシーズンの試合においても、ワールドシリーズやNBAファイナルの最終戦より全米視聴者数が多い。NHLの優勝決定戦であるスタンレーカップ・ファイナルは全米視聴率が1%台と低水準である。MLSの優勝決定戦であるMLSカップの全米視聴率は1%に満たないが、FIFAワールドカップの決勝戦やアメリカ代表戦の全米視聴者数はワールドシリーズやNBAファイナルを上回ることがある。
一方、カナダではNHLが最も人気のあるプロスポーツリーグであり、2番人気にカナディアンフットボールのプロリーグであるCFL、3番人気にNFLが続いている。ただ、カナダの人口や経済の規模はアメリカ合衆国の10分の1程度であるのに加え、北米4大プロスポーツリーグでカナダに本拠地を置いているチームが僅か9チームであることからも、北米全体の中での影響力は限定的である。

## 選手の給与
| 順位 | スポーツ               | 人数 |
| ---- | ---------------------- | ---- |
| 1    | バスケットボール       | 19   |
| 2    | アメリカンフットボール | 11   |
| 3    | サッカー               | 8    |
| 4    | ゴルフ                 | 5    |
| 5    | ボクシング             | 3    |
| 6    | 野球                   | 2    |
| 6    | 自動車競技             | 2    |

選手の平均年俸は2018年の調査によるとNBAは777万ドル、MLBが451万ドル、NFLが291万ドル、NHLが278万ドルとなっている。また、リーグの総年俸はNFLが49億4001万ドル、MLBが39億5769万ドル、NBAが34億1146万ドル、NHLが19億8479万ドルである。NFLとNHLが除外条項を認めないサラリーキャップ（ハードキャップ）、NBAが除外条項を認めるサラリーキャップ（ソフトキャップ）+贅沢税、MLBはサラリーキャップは導入せずに贅沢税のみを採用している。また、チームの総年俸の上限はMLB（ロースター枠25人）が1億7,800万ドル、NFL（ロースター枠53人）が1億2,000万ドル、NHL（ロースター枠23人）が6,430万ドル、NBA（ロースター枠15人）が5,804万ドルとなっている。
アメリカの経済誌『フォーブス』は2024年5月、スポーツ選手長者番付として世界のスポーツ選手上位50人の年収順リストを発表した。NBA選手が最多の19名、NFL選手が11名、MLB選手はロサンゼルス・ドジャースの大谷翔平など2名ランクインした。一方、NHL選手はランクインしなかった。

## フランチャイズの場所

### 4大プロスポーツチームのフランチャイズ分布

都市ごとの4大プロスポーツチーム数（2012年）

| 大都市圏。（ ）内は代表的な都市                               | 国             | 順位 | 人口(2011 CA/2010) | 総数 | NFL                     | MLB                         | NBA                     | NHL                                  |
| ------------------------------------------------------------- | -------------- | ---- | ------------------ | ---- | ----------------------- | --------------------------- | ----------------------- | ------------------------------------ |
| ニューヨーク （ニューヨーク）                                 | アメリカ合衆国 | 1    | 22,085,649         | 9    | ジャイアンツ ジェッツ   | ヤンキース メッツ           | ニックス ネッツ         | レンジャース アイランダース デビルス |
| ロサンゼルス （ロサンゼルス、アナハイム）                     | アメリカ合衆国 | 2    | 17,877,006         | 8    | ラムズ チャージャーズ   | ドジャース エンゼルス       | レイカーズ クリッパーズ | キングス ダックス                    |
| シカゴ （シカゴ）                                             | アメリカ合衆国 | 3    | 9,686,021          | 5    | ベアーズ                | カブス ホワイトソックス     | ブルズ                  | ブラックホークス                     |
| ワシントン・ボルチモア （ワシントンD.C.、ボルチモア）         | アメリカ合衆国 | 4    | 8,572,971          | 6    | コマンダース レイブンズ | ナショナルズ オリオールズ   | ウィザーズ              | キャピタルズ                         |
| ボストン （ボストン）                                         | アメリカ合衆国 | 5    | 7,559,060          | 4    | ペイトリオッツ          | レッドソックス              | セルティックス          | ブルーインズ                         |
| サンフランシスコ （サンフランシスコ、オークランド、サンノゼ） | アメリカ合衆国 | 6    | 7,468,390          | 5    | 49ers                   | ジャイアンツ アスレチックス | ウォリアーズ            | シャークス                           |
| ダラス・フォートワース （ダラス、フォートワース）             | アメリカ合衆国 | 7    | 6,731,317          | 4    | カウボーイズ            | レンジャーズ                | マーベリックス          | スターズ                             |
| フィラデルフィア （フィラデルフィア）                         | アメリカ合衆国 | 8    | 6,533,683          | 4    | イーグルス              | フィリーズ                  | セブンティシクサーズ    | フライヤーズ                         |
| ヒューストン （ヒューストン）                                 | アメリカ合衆国 | 9    | 6,051,363          | 3    | テキサンズ              | アストロズ                  | ロケッツ                | —                                    |
| トロント （トロント）                                         | カナダ         | 10   | 5,583,064          | 3    | —                       | ブルージェイズ              | ラプターズ              | メープルリーフス                     |
| マイアミ （マイアミ）                                         | アメリカ合衆国 | 11   | 5,564,635          | 4    | ドルフィンズ            | マーリンズ                  | ヒート                  | パンサーズ                           |
| アトランタ （アトランタ）                                     | アメリカ合衆国 | 12   | 5,457,831          | 3    | ファルコンズ            | ブレーブス                  | ホークス                | —                                    |
| デトロイト （デトロイト）                                     | アメリカ合衆国 | 13   | 5,218,852          | 4    | ライオンズ              | タイガース                  | ピストンズ              | レッドウィングス                     |
| シアトル （シアトル）                                         | アメリカ合衆国 | 14   | 4,199,312          | 3    | シーホークス            | マリナーズ                  | —                       | クラーケン                           |
| フェニックス （フェニックス）                                 | アメリカ合衆国 | 15   | 4,192,887          | 3    | カージナルス            | ダイヤモンドバックス        | サンズ                  | —                                    |
| モントリオール （モントリオール）                             | カナダ         | 16   | 3,824,221          | 1    | —                       | —                           | —                       | カナディアンズ                       |
| ミネアポリス・セントポール （ミネアポリス、セントポール）     | アメリカ合衆国 | 17   | 3,615,902          | 4    | バイキングス            | ツインズ                    | ティンバーウルブズ      | ワイルド                             |
| サンディエゴ （サンディエゴ）                                 | アメリカ合衆国 | 18   | 3,095,313          | 1    | —                       | パドレス                    | —                       | —                                    |
| デンバー （デンバー）                                         | アメリカ合衆国 | 19   | 3,090,874          | 4    | ブロンコス              | ロッキーズ                  | ナゲッツ                | アバランチ                           |
| クリーブランド （クリーブランド）                             | アメリカ合衆国 | 20   | 2,881,937          | 3    | ブラウンズ              | ガーディアンズ              | キャバリアーズ          | —                                    |
| セントルイス （セントルイス）                                 | アメリカ合衆国 | 21   | 2,878,255          | 2    | —                       | カージナルス                | —                       | ブルース                             |
| オーランド （オーランド）                                     | アメリカ合衆国 | 22   | 2,818,120          | 1    | —                       | —                           | マジック                | —                                    |
| タンパベイ （タンパ、セントピーターズバーグ）                 | アメリカ合衆国 | 23   | 2,783,243          | 3    | バッカニアーズ          | レイズ                      | —                       | ライトニング                         |
| サクラメント （サクラメント）                                 | アメリカ合衆国 | 24   | 2,461,780          | 1    | —                       | —                           | キングス                | —                                    |
| ピッツバーグ （ピッツバーグ）                                 | アメリカ合衆国 | 25   | 2,447,393          | 3    | スティーラーズ          | パイレーツ                  | —                       | ペンギンズ                           |
| シャーロット （シャーロット）                                 | アメリカ合衆国 | 26   | 2,402,623          | 2    | パンサーズ              | —                           | ホーネッツ              | —                                    |
| バンクーバー （バンクーバー）                                 | カナダ         | 27   | 2,313,328          | 1    | —                       | —                           | —                       | カナックス                           |
| ポートランド （ポートランド）                                 | アメリカ合衆国 | 28   | 2,226,009          | 1    | —                       | —                           | トレイルブレイザーズ    | —                                    |
| シンシナティ （シンシナティ）                                 | アメリカ合衆国 | 29   | 2,172,191          | 2    | ベンガルズ              | レッズ                      | —                       | —                                    |
| サンアントニオ （サンアントニオ）                             | アメリカ合衆国 | 30   | 2,142,508          | 1    | —                       | —                           | スパーズ                | —                                    |
| カンザスシティ （カンザスシティ）                             | アメリカ合衆国 | 31   | 2,104,853          | 2    | チーフス                | ロイヤルズ                  | —                       | —                                    |
| インディアナポリス （インディアナポリス）                     | アメリカ合衆国 | 32   | 2,080,782          | 2    | コルツ                  | —                           | ペイサーズ              | —                                    |
| コロンバス （コロンバス）                                     | アメリカ合衆国 | 33   | 2,071,052          | 1    | —                       | —                           | —                       | ブルージャケッツ                     |
| ラスベガス （ラスベガス）                                     | アメリカ合衆国 | 34   | 2,036,338          | 2    | レイダース              | —                           | —                       | ゴールデンナイツ                     |
| ミルウォーキー （ミルウォーキー）                             | アメリカ合衆国 | 36   | 1,751,316          | 2    | —                       | ブルワーズ                  | バックス                | —                                    |
| ローリー （ローリー）                                         | アメリカ合衆国 | 37   | 1,749,525          | 1    | —                       | —                           | —                       | ハリケーンズ                         |
| ソルトレイクシティ （ソルトレイクシティ）                     | アメリカ合衆国 | 38   | 1,744,886          | 2    | —                       | —                           | ジャズ                  | ユタ・ホッケークラブ                 |
| ナッシュビル （ナッシュビル）                                 | アメリカ合衆国 | 40   | 1,670,890          | 2    | タイタンズ              | —                           | —                       | プレデターズ                         |
| ジャクソンビル （ジャクソンビル）                             | アメリカ合衆国 | 43   | 1,345,596          | 1    | ジャガーズ              | —                           | —                       | —                                    |
| オクラホマシティ （オクラホマシティ）                         | アメリカ合衆国 | 45   | 1,322,429          | 1    | —                       | —                           | サンダー                | —                                    |
| メンフィス （メンフィス）                                     | アメリカ合衆国 | 47   | 1,316,100          | 1    | —                       | —                           | グリズリーズ            | —                                    |
| オタワ （オタワ）                                             | カナダ         | 50   | 1,236,324          | 1    | —                       | —                           | —                       | セネターズ                           |
| バッファロー （バッファロー）                                 | アメリカ合衆国 | 51   | 1,215,826          | 2    | ビルズ                  | —                           | —                       | セイバーズ                           |
| ニューオーリンズ （ニューオーリンズ）                         | アメリカ合衆国 | 52   | 1,214,932          | 2    | セインツ                | —                           | ペリカンズ              | —                                    |
| カルガリー （カルガリー）                                     | カナダ         | 53   | 1,214,839          | 1    | —                       | —                           | —                       | フレームス                           |
| エドモントン （エドモントン）                                 | カナダ         | 56   | 1,159,869          | 1    | —                       | —                           | —                       | オイラーズ                           |
| ウィニペグ （ウィニペグ）                                     | カナダ         | 76   | 730,018            | 1    | —                       | —                           | —                       | ジェッツ                             |
| グリーンベイ （グリーンベイ）                                 | アメリカ合衆国 | 156  | 304,783            | 1    | パッカーズ              | —                           | —                       | —                                    |

### アメリカ合衆国
MLBは400万以上の人口のすべての都市圏内に少なくとも1チームを所有している唯一の主要リーグであり、175万未満の都市圏にチームを所有していない唯一の主要リーグでもある。
NHLは一般的にはMLBに近い傾向を示している。300万人以上の4つの都市圏（テキサス州ヒューストン、ジョージア州アトランタ、ワシントン州シアトル、カリフォルニア州サンディエゴの都市圏）内に1チームも所有していないが、125万人未満の都市圏（ニューヨーク州バッファローと4つのカナダの都市圏）内に5チームを所有している。
NFLは2つの特筆すべき例外がある。1995年から2015年までの21年間、アメリカ合衆国で2番目に大きいカリフォルニア州ロサンゼルスの都市圏（ロサンゼルス大都市圏、2010年調査で1787万人）内にチームを所有していなかった。これは前年まで都市圏内に本拠地を置いていたロサンゼルス・レイダースとロサンゼルス・ラムズが弱小チームで人気が低迷したために、この年からそれぞれ他都市へ移転したためである。2016年にラムズがセントルイスから再移転することでロサンゼルスに再びNFLが戻ってくることになった。さらに2017年からはチャージャーズもロサンゼルスをフランチャイズとすることになった。また、グリーンベイ・パッカーズは、30万人という主要スポーツで最も小さい都市圏（ウィスコンシン州グリーンベイの都市圏）内に球団を所有しているが、一般市民が100%所有するというユニークな制度と献身的なファンのおかげで生き残っている。
ニューヨーク州ニューヨークの都市圏（ニューヨーク都市圏、2010年調査で2208万人）は最大の都市圏であるために最も多く、9つの球団が存在している。MLBのニューヨーク・ヤンキースとニューヨーク・メッツ、NFLのニューヨーク・ジェッツとニューヨーク・ジャイアンツ、NBAのニューヨーク・ニックスとブルックリン・ネッツ、NHLのニューヨーク・レンジャースとニュージャージー・デビルスとニューヨーク・アイランダースである。
主要なプロスポーツで球団が存在しない最大の都市圏はカリフォルニア州インランド・エンパイア（2010年調査で人口422万人）であるが、ここはロサンゼルスの直ぐ真東に位置しておりロサンゼルス大都市圏に含まれる。単独都市圏に限定すると、テキサス州オースティン（2010年調査で172万人）が球団を持たない最大の都市圏となる。2016年までは、カジノの町で有名なネバダ州ラスベガス（2010年調査で195万人）であり、1919年のブラックソックス事件以降、チームを置くことはタブー視されてきたが、2016年にNHLの新チーム(ベガス・ゴールデンナイツ)を作ることになり、2017年から加入すると報じられた。また、2020年1月にNFLオークランド・レイダースがラスベガスに移転した。海外領土まで含めるならばプエルトリコのサンフアン都市圏(2010年調査で266万人)が最大の都市圏となる。サンフアンではMLBモントリオール・エクスポズのホームゲームが2003 - 2004の2シーズンにそれぞれ22試合開催された。

### カナダ
NHLは1917年にカナダの3都市（ケベック州モントリオール、オンタリオ州トロント、オンタリオ州オタワ）に4チームが設立されたのが始まりだった。長年カナダで最も人気のあるプロスポーツリーグであるが、市場規模の大きさから現在は31チーム中24チームがアメリカ合衆国国内にチームを置いている。
MLBではかつて2チームがカナダに本拠地を置いていた。1969年にはカナダにチームを置く最初のMLBチームとして、モントリオール・エクスポズがモントリオールに創設された。しかしエクスポズは2005年、アメリカ合衆国の首都ワシントンD.C.へ移転し、ワシントン・ナショナルズとなった。もう一つのチームのトロント・ブルージェイズは、トロントに拠点を置くチームとして1977年に創設され、1992年にはワールドシリーズに出場・優勝した最初のアメリカ合衆国外チームとなった。そして、翌1993年に2年連続ワールドチャンピオンに輝いた。
NBAではその創立時からトロント・ハスキーズがトロントに本拠地を置いていたが、初年の1946-47シーズンのみで終わった。1995年にトロントに拠点を置くチームとしてトロント・ラプターズがNBAに加入した。さらに同年には、ブリティッシュコロンビア州バンクーバーに拠点を置くバンクーバー・グリズリーズも創設されたが、こちらは2001年にはアメリカ合衆国のテネシー州メンフィスへ移転した。

## 国際的地位

### ナショナルフットボールリーグ
NFLは北アメリカに極端に人気が集中しており、1991年から海外進出を試みてヨーロッパでリーグ戦のNFLヨーロッパを主催していたものの、期待されていた収益を生み出せずに失敗に終わり、2007年に停止した。2012年は選手全体の96.9%をアメリカ合衆国の50州出身者が占めていた。

### メジャーリーグベースボール
MLBは北アメリカ以外ではラテンアメリカと東アジアに存在感を発揮している。特にドミニカ共和国やベネズエラはMLB各チームが運営する野球アカデミーなど貧しくても才能があれば野球に専念出来る環境が充実しており、多くの野球少年がMLBでのプレーを夢見て猛練習に励んでいる。社会主義国であり、アメリカ合衆国と国交を断絶しているためにMLBでのプレーを国が認めていないキューバからも国内リーグ（セリエ・ナシオナル・デ・ベイスボル）に所属する多くの一流・期待の若手選手がプレーするためにこれまでに亡命している。世界第2位の年間総収入を稼ぎ、人気が非常に高い国内リーグ（日本野球機構）を有する日本からも野茂英雄、イチロー、松井秀喜、松坂大輔、ダルビッシュ有、大谷翔平などリーグを代表する多くの一流選手がこれまでにMLBでのプレーに挑戦している。韓国からは2012年オフに柳賢振が初めて国内リーグ（韓国野球委員会）から直接MLBでのプレーに挑戦した。2013年の試合出場選手の出身国・地域数は22。その割合はアメリカ合衆国50州72.1%、ドミニカ共和国10.2%、ベネズエラ7.5%、カナダ1.7%、プエルトリコ（アメリカ合衆国自治領）1.6%、キューバ1.6%、メキシコ1.2%、日本0.9%、キュラソー（オランダ自治領）0.6%、パナマ0.5%などだった。

### ナショナルホッケーリーグ
NHLは北アメリカ以外では北ヨーロッパに存在感を発揮している。かつて1976年から1991年までに開催されたスーパーシリーズではソビエト連邦国内リーグ（ソビエト・チャンピオンシップリーグ）のチームがNHLのチームと合計92試合対戦して51勝31敗10分けと圧倒する強さを見せていた。1989年の東欧革命以降は東ヨーロッパの多くの一流選手が主に給与面の魅力からNHLへ流出するようになったが、ロシアを中心に東ヨーロッパ諸国で構成されるコンチネンタルホッケーリーグ（KHL）はNHLに次ぐ世界第2位レベルのアイスホッケーリーグとして一般的に考えられている。2012-13年の試合出場選手の出身国は19。その割合はカナダ52.9%、アメリカ合衆国23.8%、スウェーデン6.5%、チェコ5.1%、ロシア3.2%、フィンランド2.5%、スロバキア1.3%、デンマーク1.0%、スイス0.9%、ドイツ0.9%などだった。

### ナショナルバスケットボールアソシエーション
NBAは比較的多くの国で人気を獲得しており、4大スポーツの中で最も世界的に人気の高いスポーツリーグである（2013-14年の開幕ロースター入り選手の出身国・地域数は42だった）。

## 選手の育成制度

### メジャーリーグベースボール
MLBチームと契約を交わした選手の大半は直後に厳格なフランチャイズ契約を交わしている球団傘下のマイナーリーグ（MiLB）チームに配属される。そして、マイナーリーグ所属の選手全員がMLBチームとの契約下に置かれている。MiLBは7段階（AAA、AA、アドバンスドA、クラスA、ショートシーズンA、ルーキー・アドバンスド、ルーキーリーグ）に階層分けされており、MLB各チームは7から9の傘下チームを所有している。セントルイス・カージナルスのブランチ・リッキーGMが選手を育成するファームとするために1920年代にMiLB組織の拡充に努め、「既存のマイナーリーグチームの独自性を失わせることにより、野球の試合を台無しにする」と主張するケネソー・マウンテン・ランディスコミッショナーと激しく対立した。

### ナショナルフットボールリーグ
カレッジフットボール（大学アメフト）はアメリカ合衆国の学生スポーツの中で抜群の人気を誇り、MLBやNBAにも迫るほどだが、現在では組織化されたファームシステムを保持していない。そのためにほぼすべての選手が全米大学体育協会（NCAA）に在籍した後にNFLドラフトの指名を受けている。かつて1970年代までセミプロチームやマイナーチームが存在しており、2007年まで存在したNFLヨーロッパはヨーロッパにおける普及と育成組織としての役割を担っていた。

### ナショナルバスケットボールアソシエーション
NBAゲータレードリーグ（NBAGL）がNBA傘下のプロリーグとして運営されている。2005年3月にデビッド・スターンコミッショナーが同リーグを「真のNBA傘下のファームシステム」としていく計画を発表したが、現状ではまだほとんどの新人がNCAAからNBAドラフトの指名を受けている。

### ナショナルホッケーリーグ
NHLの下部組織リーグは5つ存在しており、アメリカンホッケーリーグ（AHL）が最もレベルが高く、野球のMiLBで例えるとAAA級相当のリーグである。AHL所属の30チームすべてがNHLのチームと選手育成契約を結んでいるため、独立採算制で運営しているが、選手は提携しているNHLチームから供給される。更にECHLとセントラルホッケーリーグ（CHL）とフェデラルホッケーリーグ（FHL）がAA級相当のリーグであり、サザンプロフェッショナルホッケーリーグ（SPHL）がA級相当のプロリーグとして存在している。

## その他の主なプロスポーツリーグ

### メジャーリーグサッカー
メジャーリーグサッカー（MLS）はアメリカ合衆国とカナダにおけるサッカーの最上位リーグである。2022年シーズンはアメリカ合衆国に25チーム、カナダに3チーム存在しており、球技のプロリーグとしてNHLに次ぐ北米5番目の規模である。1994年のFIFAワールドカップ開催国がアメリカ合衆国に決定したことを契機にプロサッカーリーグを設立しようとする機運が高まり、2年後の1996年に10チームで設立された。2007年にサラリーキャップの除外対象となる特別指定選手制度が導入され、デビッド・ベッカム、ティエリ・アンリ、ズラタン・イブラヒモビッチのような海外リーグのスター選手を獲得出来るようになった。
2014年のESPNの世論調査によると、アメリカの子供の間でのMLSの人気がMLBに並んだという結果が出ており、若年層を中心に関心が高まりつつある。2015年シーズンでは、レギュラーシーズンの1試合平均観客動員数が2万1546人であり、NBAやNHLを大きく上回った。2015年時点での平均年俸は28万2499ドルであり、最高年俸はオーランド・シティSCに所属しているカカの716万7500ドルである。

### カナディアンフットボールリーグ
カナディアンフットボールリーグ（CFL）はカナディアンフットボールの唯一のプロリーグである。起源は1860年代に確認出来るが、公式には1958年に開始されたとされている。2013年はカナダに9チーム存在している。カナダ国内ではNHLに次いで2番目に人気があるスポーツリーグである。カナダの世論調査会社「アンガス・レイド」によると、2013年の人気スポーツ調査ではNHLが46%、CFLが26%、NFLが21%、MLBが20%、NBAが7%だった。　現在はカナダのチームのみで構成されているリーグであるが、1993年から1995年のシーズンはアメリカ合衆国にもチームがあった（'95シーズンは5チーム）。

### メジャーリーグクリケット
メジャーリーグクリケット（MLC）はアメリカ合衆国で行われているトゥエンティ20形式のプロクリケットリーグである。2023年に開始され、6チームが所属している。下位リーグのマイナーリーグクリケットは2021年に開始しており、2023年シーズンでは26チームが所属している。クリケットは1709年の英領アメリカ時代から始まり、アメリカで300年以上の歴史がある。1861年に起きた南北戦争以前はクリケットがアメリカで一番人気スポーツであったが、野球がアメリカのスポーツとしての地位を確立した19世紀後半以降は長期に渡って低迷していた。近年はクリケットが一番人気の地域である南アジアや西インド諸島からの移民の流入もあり、クリケット人気が徐々に復活し、新プロリーグの創設に繋がった。2024年にはトゥエンティ20方式のワールドカップがアメリカで初開催され、ニューヨーク都市圏に34,000人収容のクリケット専用スタジアムが建設されることで合意した。また、2028年ロサンゼルスオリンピックでクリケットが実施されることが決定した。LA28大会組織委員会のディレクターであるカンプリアーニはクリケットに関するプレゼンテーションをIOC総会で行い、「世界中に推定25億人のファンがいる世界で2番目に人気のあるスポーツを歓迎できることに興奮している」と語った。LA28大会組織委員会のワッサーマン委員長は、クリケット採用に関し、「25億人のファンを有するスポーツを我々の都市にもたらす好機」と述べた。MLCには、インドの大富豪であるリライアンス・インダストリーズ会長のムケシュ・アンバニ、マイクロソフトCEO兼会長のサティア・ナデラ、アドビCEO兼会長のシャンタヌ・ナラヤンなど実力者が後援者となっている。

### アリーナフットボールリーグ
アリーナフットボールリーグ（AFL）はアリーナフットボール（屋内アメリカンフットボール）の唯一のプロリーグである。アメリカンフットボールよりもはるかに小さな室内のフィールド上でプレーされている。世界的な不況の煽りを受けて2009年8月に無期限の運営停止が発表されたが、2010年にリーグが再開された。2013年はアメリカ合衆国に14チーム存在していたが、2019年11月27日に破産申請した。

### レジェンズ・フットボール・リーグ
レジェンズ・フットボール・リーグ（LFL）はアメリカ合衆国で行われている女性による7人制のインドア・アメリカンフットボールリーグである。ブラジャーとパンティーに似た下着風のユニフォームから以前は「ランジェリー・フットボール・リーグ（Lingerie Football League）」と言う名称だったが、2013年シーズンから「レジェンズ・フットボール・リーグ」に変更された。

### ウィメンズ・ナショナルバスケットボールアソシエーション
ウィメンズ・ナショナルバスケットボールアソシエーション（WNBA）は女子バスケットボールの世界最高峰リーグであり、1996年に設立された。アメリカ合衆国の歴史上で最も長く続いている女子スポーツリーグである。2013年はアメリカ合衆国に12チーム存在している。

### ウィメンズ・プロフェッショナル・ファストピッチ
ウィメンズ・プロフェッショナル・ファストピッチ（WPF）はアメリカ合衆国における女子ソフトボールリーグである。2023年に4チームで開始された。

### プレミア・バレーボール・リーグ
プレミア・バレーボール・リーグ（PVL）はアメリカ合衆国におけるバレーボールリーグである。2012年に女子のみのリーグとして設立され、翌2013年からは男子も開幕。2017年は女子13チーム、男子15チームが参加している。